# Selenops lobatse
Selenops lobatse är en spindelart som beskrevs av José Antonio Corronca 200. Selenops lobatse ingår i släktet Selenops och familjen Selenopidae. Inga underarter finns listade i Catalogue of Life.